# Малюванец, Татьяна Александровна
Татьяна Александровна Малюванец (укр. Тетяна Олександрівна Малюванець; род. 8 августа 1958) — советская украинская легкоатлетка, специалистка по барьерному бегу. Выступала за сборную СССР по лёгкой атлетике в 1980-х годах, обладательница бронзовой медали чемпионата Европы в помещении, призёрка первенств всесоюзного значения. Мастер спорта СССР международного класса.

## Биография
Татьяна Малюванец родилась 8 августа 1958 года.
Занималась лёгкой атлетикой в Ворошиловграде, проходила подготовку под руководством тренеров Вячеслава Ивановича Воронкина и Владимира Андреевича Федорца.
Впервые заявила о себе на всесоюзном уровне в сезоне 1980 года, когда на чемпионате СССР в Донецке выиграла бронзовую медаль в беге на 100 метров с барьерами.
В 1981 году на чемпионате СССР в Москве вновь стала бронзовой призёркой в той же дисциплине.
Попав в состав советской сборной, в 1983 году удостоилась права защищать честь страны на чемпионате Европы в помещении в Будапеште, где завоевала бронзовую награду в беге на 60 метров с барьерами — уступила здесь только двум представительницам ГДР Беттине Ян и Керстин Кнабе.
В 1984 году на зимнем чемпионате СССР в Москве получила серебро в 60-метровом барьерном беге.
За выдающиеся спортивные достижения удостоена почётного звания «Мастер спорта СССР международного класса».